# Centre de recherches interdisciplinaires en sciences humaines et sociales
Pour l’article homonyme, voir Crise.
Le Centre de recherches interdisciplinaires en sciences humaines et sociales (acronyme CRISES) est une équipe de recherche créée à Montpellier en janvier 2009, rattaché à l'unité de recherche « ED 58 » de l'Université Paul-Valéry.

## Présentation
Entre 2005 et 2007, au sein de l'Université Paul Valéry, l'unité de recherche CRISES est l'aboutissement de réflexions sur l'organisation de la recherche en sciences humaines et sociales. CRISES est l'héritière de plusieurs anciens centres de recherche montpelliérains : l’ESID (État-Société-Idéologie-Défense, UMR 5609 puis FRE 3016 du CNRS),, le Cercam (en) (Centre d'Études et de Recherches sur les Civilisations Antiques de la Méditerranée, EA 735), l'HIST-ART-MED (Centre d’Histoire et d’Histoire de l’Art des Époques Moderne et Contemporaine et de ses périphéries, XVIe et XXe siècles, EA 3022), l’unité MCC (Mentalités et Croyances Contemporaines, EA 4208), l'équipe Esthétique et éducation en psychanalyse : d’urbanité et civilité : malaise dans la cité (JE 2417) et une partie de l’équipe Recherches philosophiques : héritages, frontières, transition (EA 738),. Certaines de ces anciennes unités ont acquis une notoriété nationale ou internationale par de nombreuses publications[réf. nécessaire].
En prélude à la formation de l'équipe, un colloque a eu lieu en septembre 2008, dont le thème se voulait emblématique des travaux à venir, « La fabrique de l'événement ». Les communications ont évoqué divers « événements », du procès de Socrate à Diên Biên Phu, dans la perspective tracée par la communication initiale de Pierre Sauzeau, « Tout événement est un mythe ». Les actes de ce colloque sont parus en 2009 chez Michel Houdiard Éditeur.
CRISES regroupe et fait travailler ensemble plus de 100 chercheurs et enseignants-chercheurs et près de 200 doctorants (à la date du 1er janvier 2009) en sciences humaines et sociales, issus de divers horizons : historiens, historiens de l'art, archéologues, spécialistes des langues et littératures anciennes, des arts plastiques, de droit et sciences politiques, d'économie, d'espagnol, d'information et communication, de sciences de l'éducation, de sciences de l'information, ethnologues, psychanalystes, philosophes, théologiens.

## Directeurs
| Dates de mandat | Présidents         | Qualité                                                                 |
| --------------- | ------------------ | ----------------------------------------------------------------------- |
| 2009 - 2014     | Frédéric Rousseau  | Agrégé et docteur en histoire, maître de conférences                    |
| 2014 - 2018     | Jean-Daniel Causse | Professeur, directeur du département de psychanalyse et Dr en théologie |
| 2018 - 2020     | Marie Blaise       | Maître de conférences, H.D.R. en Littératures comparées                 |

## Composition de l'équipe
L'équipe est composée de membres permanents, de membres associés, de membres associés honoraires et de doctorants.

## Activité
Outre les publications de l'équipe, Crises soutient des revues et participe à des chantiers de fouilles, notamment en partenariat avec l'UNESCO.
Le Centre de recherches interdisciplinaires en sciences humaines et sociales (Montpellier) est partenaire de nombreuses thèses.

## Publications (sélection)
- (fr + de) Frédéric Rousseau (dir.), Burghart Schmidt (dir.) et Laurent Quisefit (trad. du français), Kriegsverbrechen vom 16. Jahrhundert bis zur Gegenwart : actes du colloque tenu du 4 au 6 octobre 2007 à l'université Paul-Valéry / Montpellier III [« Les dérapages de la guerre du XVIe siècle à nos jours »] (monographie multilingue), Hamburg, DOBU Verlag, 2009, 316 p., 24 cm (ISBN 3934632270 et 9783934632271, OCLC 793132314, DNB gnd/16047176-X, SUDOC 144829266, présentation en ligne)[17]
- Frédéric Rousseau (dir.) et Jean-François Thomas (dir.) (Résumés en français et en anglais), La fabrique de l'événement, Paris, Michel Houdiard Éditeur, coll. « L'Atelier des sciences humaines et sociales », 2009, 375 p., 24 cm (ISBN 978-2-35692-012-6, OCLC 495323203, BNF 42017828, SUDOC 136447384, présentation en ligne)
- Élie Pélaquier (dir.) (À la mémoire d'Anne Blanchard), Atlas historique de la province de Languedoc, Montpellier, CNRS, université Paul-Valéry Montpellier III et archives départementales de l'Hérault, 2009, 128 p., 21 × 29,7 cm (présentation en ligne, lire en ligne [PDF])
- Frédéric Rousseau, L'enfant juif de Varsovie : histoire d'une photographie (Mémoire collective), Paris, Éditions du Seuil, coll. « L'Univers historique », 2009, 265 p., 13 × 21 cm (ISBN 978-2-02-078852-6 et 2021212335, OCLC 429499207, SUDOC 131490664, présentation en ligne)
- (en) Anastasios Brenner (éditeur) et Jean Gayon (éditeur), French Studies in the Philosophy of Science : Contemporary Research in France, vol. 276, Vienne/New York, Springer, coll. « Boston Studies in the Philosophy and History of Science », 2009, 375 p., 16 × 24,4 cm (ISBN 978-1-4020-9367-8 et 1-4020-9367-5, DOI 10.1007/978-1-4020-9368-5, présentation en ligne)
- (fr + it + es) Olivier Devillers (éditeur scientifique) et Jean Meyers (éditeur scientifique) (préf. Jacqueline Dangel), Pouvoirs des hommes, pouvoir des mots, des Gracques à Trajan : hommages au professeur Paul Marius Martin, vol. 54, Louvain/Paris, éditions Peeters, coll. « Bibliothèque d'études classiques », 2009, XXIII-623 p., 16 × 24 cm (ISBN 978-90-429-2007-1 et 90-429-2007-6, OCLC 470572169, BNF 41484914, SUDOC 134412346, présentation en ligne)
- Pierre Sauzeau (dir.) et Jean-Claude Turpin (dir.), Philomythia : Mélanges offerts à Alain Moreau, vol. 16, Montpellier, PULM, coll. « Mondes anciens / Cahiers du GITA », 2008, 301 p., 16 × 24 cm (ISBN 978-2-84269-851-5 et 2-84269-851-7, OCLC 496852931, SUDOC 131138898, présentation en ligne)
- (fr + it) Fabrice Galtier et Yves Perrin, laboratoire CRISES (ex-CERCAM), l'université Paul-Valéry (Montpellier III) et l'université Jean-Monnet (Saint-Étienne) (textes réunis), Ars pictoris ars scriptoris. Peinture, littérature, histoire : Mélanges offerts à Jean-Michel Croisille, Clermont-Ferrand, PUBP, coll. « Erga », 2008, 424 p., 16 × 24 cm (ISBN 978-2-84516-348-5, OCLC 470660311, SUDOC 131967444, présentation en ligne)
- Vincent Marie et Pascal Mériaux, Mobilisation générale, 14-18 dans la bande dessinée (catalogue d'exposition), Milan, éditions 5 continents, 2009, 111 p., 24 cm (ISBN 978-88-7439-518-7 et 88-7439-518-3, BNF 42286156, présentation en ligne)

## Sources
- UMR 5136-FRAMESPA (France méridionale et Espagne, Histoire des sociétés du Moyen Âge à l'époque contemporaine).
- Annuaire suisse des centres de recherches en sciences humaines.
- Archives de l'Hérault.
- Laboratoire Halma-Ipel, Lille
- L'album des sciences sociales (Cercam)
- [PDF] REPARTIR - Réseau de coopération pour la recherche et le développement technologique dans le sud-ouest européen (Cercam)

## Source et références
Source
- Agence d'évaluation de la recherche et de l'enseignement supérieur (AERES), « Rapport d’évaluation » [PDF], Paris, février 2014 (consulté le 16 avril 2020), p. 15

Références
1. ↑  Unités de Recherche ED 58, publié sur le site de l'Université Paul-Valéry (consulté le 2 avril 2020).
2. 1 2  Rapport d’évaluation de l'Aeres, p. 4.
3. ↑  Activités de recherche d'Élie Pélaquier, publié sur le site crises.www.univ-montp3.fr (consulté le 16 avril 2020).
4. ↑  (BNF 40117603) (consulté le 16 avril 2020).
5. ↑  (BNF 13514658) (consulté le 16 avril 2020).
6. ↑  (BNF 16534655) (consulté le 2 avril 2020).
7. ↑  (BNF 12204967) (consulté le 16 avril 2020).
8. ↑  Département philosophie, publié sur le site de l'Université Paul-Valéry (consulté le 16 avril 2020).
9. ↑  michelhoudiardediteur.net
10. ↑  Présentation du laboratoire, publié sur le site crises.www.univ-montp3.fr (consulté le 2 avril 2020).
11. ↑  Équipe de direction, publié sur le site crises.www.univ-montp3.fr (consulté le 17 avril 2020).
12. ↑  Équipe de direction, publié sur le site crises.www.univ-montp3.fr (consulté le 2 avril 2020).
13. ↑  « Listes des membres de CRISES | CRISES », sur crises.www.univ-montp3.fr (consulté le 15 avril 2020)
14. ↑  « Revues publiées avec soutien de CRISES | CRISES », sur crises.www.univ-montp3.fr (consulté le 15 avril 2020)
15. ↑  « Chantiers Patrimoines | CRISES », sur crises.www.univ-montp3.fr (consulté le 15 avril 2020).
16. ↑  « 101 thèses soutenues ayant pour partenaire de recherche Centre de recherches interdisciplinaires en sciences humaines et sociales (Montpellier) Extrait des plus récentes », Theses.fr  (consulté le 15 avril 2020).
17. ↑  « Université Paul Valéry. Centre de Recherches Interdisciplinaires en Sciences Humaines et Sociales », DNB (consulté le 15 avril 2020)